# Llac Pebas
El llac Pebas fou un sistema lacustre que cobrí gran part de la conca d'avantpaís dels Andes durant el Miocè. Es calcula que tenia una extensió d'aproximadament 1.000.000 km². Juntament amb el Portal Occidental dels Andes, els científics creuen que és un dels factors que expliquen la gran biodiversitat de Sud-amèrica. El sistema de llacs i aiguamolls hauria constituït una barrera natural i, per tant, hauria facilitat la separació d'espècies en llinatges andins a l'oest i llinatges amazònics a l'est. Rebia sediments fluvials dels Andes i dels escuts del centre del Brasil i les Guaianes. La part brasilera del llac Pebas té un alt grau de correspondència amb la formació del Solimões.